# KG Mobility
KG Mobility Corporation (coreeană 케이지모빌리티 주식회사) este un producător de automobile din Coreea de Sud. Compania a fost înființată pentru prima dată în 1954 și a fost numită SsangYong Motor Company în 1988, în urma achiziției sale de către conglomeratul SsangYong Group în 1986. SsangYong Motor a fost apoi achiziționată de Daewoo Motors, SAIC Motor și Mahindra & Mahindra. În 2022, compania a fost achiziționată de KG Group și a adoptat numele actual în martie 2023.
Principalul obiectiv al companiei sunt vehiculele utilitare sport (SUV-uri) și crossover-urile și se pregătește pentru tranziția la mașinile electrice.

## Istoric

### Motor Dong-A (1954–1987)
SsangYong a început inițial ca două companii separate; Ha Dong-hwan Motor Workshop (înființată în 1954) și Dongbang Motor Co (înființată în 1962). La mijlocul anului 1963, cele două companii au fuzionat în Ha Dong-hwan Motor Co. (coreeană: 하동환자동차공업주식회사). În 1964, Hadonghwan Motor Company a început să construiască Jeep-uri pentru armata Statelor Unite ale Americii, precum și camioane și autobuze. Începând cu 1976, Hadonghwan a produs o varietate de vehicule cu destinație specială. După ce și-a schimbat numele în Dong-A Motor (coreeană 동아자동차공업주식회사) în 1977 și a preluat controlul Keohwa în 1984, a fost preluat de SsangYong Business Group în 1986.

### Keohwa (1981–1984)
Keohwa, Ltd. (coreeană 주식회사 거화 RR: Jusighoesa Geohwa) a fost un montator sud-coreean de Jeep-uri sub licență, în principal pentru piețele de export. Predecesorul său a fost societatea comună de asamblare Jeep a Shinjin Motors și American Motors Corporation (AMC), înființată în 1974. A fost desființată și contruită o ca companie independentă în 1981, după ce AMC a părăsit compania și a retras permisiunea de a folosi marca comercială Jeep. În 1983, Jeep-urile de la Keohwa au început să fie numite „Korando”. În 1984, Keohwa a fost achiziționată de predecesorul SsangYong Motor, Dong-A Motor.

### KG Mobility (2023–prezent)
În martie 2023, SsangYong și-a schimbat numele în KG Mobility din cauza „imaginei dureroase” a companiei.

## Modele

### Actuale
| Nume         | Anul producției         | Note                                                                                              | Imagine |
| ------------ | ----------------------- | ------------------------------------------------------------------------------------------------- | ------- |
| Rexton G4    | 2001–prezent            | A 2-a generație (Y400); cunoscut și ca G4 Rexton în unele piețe sau Mahindra Alturas G4 în India. |         |
| Tivoli X150  | 2015–prezent            | Primul model nou al SsangYong sub proprietatea Mahindra & Mahindra.                               |         |
| Tivoli Grand | 2016–prezent            | Versiunea alungită a Tivoli; cunoscut și sub numele de Tivoli Air în Coreea de Sud.               |         |
| Torres       | 2022–prezent            | Primul SUV mediu al SsangYong din Coreea de Sud.                                                  |         |
| Korando      | 1983–2006, 2010–prezent | Înlocuit de Actyon, reînviat la sfârșitul lui 2010, înlocuit de C300 în 2019.                     |         |
| Musso Grand  | 2018–prezent            | A înlocuit Actyon Sports; cunoscut și sub numele de Rexton Sports în Coreea de Sud.               |         |

### Anterioare
| Nume          | Anul producției | Imagine |
| ------------- | --------------- | ------- |
| Rodius        | 2004–2019       |         |
| Kyron         | 2005–2017       |         |
| Actyon        | 2005–2010       |         |
| Actyon Sports | 2006–2018       |         |